# Csesznek
Csesznek (allemand : Zeßnegg, croate : Česneg et slovaque : Česnek) est un village dans le comitat de Veszprém en Hongrie, célèbre pour son château médiéval.
Le château de Csesznek fut construit vers 1263 par le baron Jakab Cseszneky, sénéchal du roi Béla IV. Lui et ses descendants tirèrent leur nom du château : Cseszneky. Entre 1326 et 1392 Csesznek fut une possession royale puis le roi Sigismond l'échangea avec la famille Garai contre le Banat de Mačva (région). En 1482 la branche mâle des Garais fut éteinte. En 1527 le baron Bálint Török l'occupa. Pendant le XVIe siècle, les familles Csábi, Szelestey et Wathay le possédèrent tour à tour. En 1561 Lőrinc Wathay résista avec succès au siège des Turcs. En 1594 le château fut pris par les troupes turques, mais les Hongrois réussirent à le reprendre en 1598. En 1635 Dániel Esterházy acheta le château et le village et Csesznek resta la propriété de la famille Esterházy jusqu'à 1945.